# Latter Days: Best of Led Zeppelin Volume Two
Latter Days: Best of Led Zeppelin Volume Two är ett samlingsalbum med blues- och hårdrocksgruppen Led Zeppelin som släpptes 21 mars 2000. Albumet täcker bandets senare karriär och innehåller låtar inspelade mellan 1973 och 1979. Som namnet antyder finns det även en första volym, Early Days: Best of Led Zeppelin Volume One, och tillsammans sträcker sig de två samlingsalbumen över hela Led Zeppelins karriär.

## Låtlista
Alla låtar är skrivna av Jimmy Page & Robert Plant om inget annat anges.
1. "The Song Remains the Same" - 5:28
2. "No Quarter" (Page, Plant, Jones) - 6:59
3. "Houses of the Holy" - 4:01
4. "Trampled Under Foot" (Page, Plant, Jones) - 5:35
5. "Kashmir" (Page, Plant, Bonham) - 8:31
6. "Ten Years Gone" - 6:31
7. "Achilles Last Stand" - 10:22
8. "Nobody's Fault But Mine" - 6:27
9. "All My Love" (Plant, Jones) - 5:53
10. "In the Evening" (Page, Plant, Jones) - 6:49

- Spår 1–2 från Houses of the Holy
- Spår 3–6 från Physical Graffiti
- Spår 7–8 från Presence
- Spår 9–10 från In Through the Out Door